# 藤間林太郎
藤間 林太郎（ふじま りんたろう、1899年12月25日 - 1969年12月24日または12月25日）は、日本の大正から昭和にかけての俳優。無声映画時代のスターの一人。本名は原田 林太郎（はらだりんたろう）。藤田まことの父。

## 来歴・人物
東京府東京市麹町区（現：東京都千代田区麹町）出身。1918年に早稲田大学予科一年修了（中退）。
創作劇場、宝塚国民座などで新劇の経験後、無声映画に転身。最初は国際活映に所属、「灰燼」（1920年）でデビュー。その後は転々とし最後はフリーであった。
俳優の藤田まことは次男である。藤田によると読書家かつ蔵書家で、藤間の蔵書を売って生活費を捻出したこともあったという。

## 出演
- 阪妻追善記念映画 京洛五人男 （1956年、松竹）